# Axinotarsus marginalis
Axinotarsus marginalis är en skalbaggsart som först beskrevs av Laporte de Castelnau 1840.  Axinotarsus marginalis ingår i släktet Axinotarsus, och familjen Malachiidae. Arten är reproducerande i Sverige.